# Казачья свадьба
Казачья свадьба —  свадебная церемония согласно традициям казачества.

## История Казачьей Свадьбы

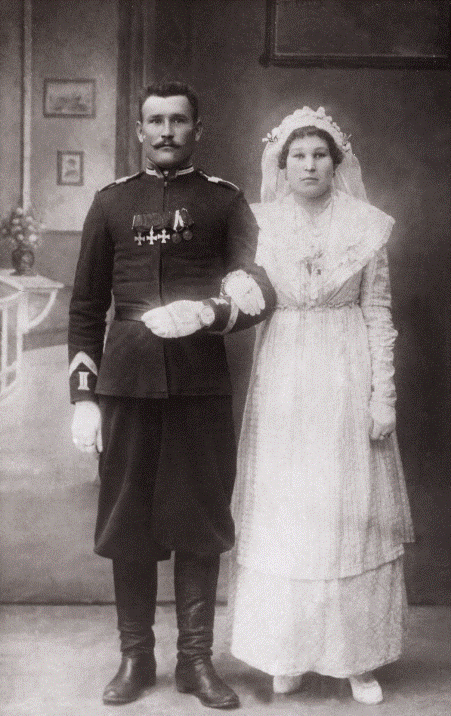
Свадебный наряд казаков. Невеста с головным веночком.

Свадебный обряд является одним из основных в жизни казаков. Свадьба занимает первое место среди семейных праздников донских казаков. Женились казаки с 17—19 лет. О невесте судили по её родителям. Для казака было важно, чтобы жена был родом из порядочной семьи, умела вести хозяйство. Часто выбором невесты занимались родители жениха. С середины 19 века основная роль в выборе невесты стала отводиться жениху.
Парни сами присматривали себе невест в общественных местах, на праздниках, встречаясь с девушками в хороводах. Молодёжь устраивала хороводы по выходным и праздничным дням. На празднике молодые люди пели, танцевали, играли в игры, зимой встречались в доме какой-нибудь молодой вдовы. Казак старался подыскать себе невесту из одного с ним социального слоя, ровню по своему материальному положению.
Казаки придавали большое значение обрядовому оформлению брака. В разное время свадьбы у казаков проводились по-разному. В старину они проходили упрощённым порядком. Более З-х веков назад свадьбы часто проходили на майдане в Кругу. Казаки полой верхней одежды прикрывали невест, потом громко по очереди произносили: «Ты, Агапья, будь мне жена», «Ты, Евгений Георгиевич, будь мне муж» и так далее. После этой церемонии казаки становились молодожёнами, принимали поздравления от атамана и казаков.
В первой половине 18 столетия, после того как император Пётр I запретил женитьбы и разводы на Казачьем круге, на Дону стали совершаться церковные браки. Казак уже не мог развестись с женой, просто сказав на Круге: «Она мне не жена, а я ей не муж».
Казачья свадьба приобрела стройные традиции в начале 19 века и включала в себя отдельные элементы: смотрины или сватовство, пропой, посиделки, вечеринка, свадьба (выкуп косы, венчание, у невест, у жениха). Обычно свадьбы проводились после уборки урожая — после Покрова 1 (14) октября, после Пасхальных праздников — на Красную Горку или зимой после святок.
Традиционной донской свадьбе присущи многие черты южновеликорусской и украинской свадьбы.
Часто родители сами объявляли сыну своё мнение в выборе невесты и ходили с сыном на смотрины. В доме невесты заводили о ней разговоры и расспросы. В какой-то момент появлялась одетая по-домашнему невеста с кубками вина. Девушка угощала пришедших и отходила в сторону. Гости хвалили, пили его как можно медленнее, чтобы жених мог рассмотреть невесту. Потом невесту уводили в другую комнату и спрашивали, понравился ли ей жених. А жениха спрашивали мнение о невесте.
Существовали календарные ограничения на время проведения свадеб. Обычно свадьбы не игрались по вторникам, четвергам и субботам, накануне двунадесятых, храмовых и великих праздников; в продолжении постов — Великого, Петрова, Успенского и Рождественского; в продолжении святок — от 25 декабря (7 января) до Зимнего свадебника 7 (20) января; в течение сырной недели (седмицы, масленицы), начиная с Недели мясопустной, в Неделю сыропустную; в течение пасхальной (Светлой) седмицы; в дни и накануне Усекновения главы Иоанна Предтечи — 29 августа (11 сентября) и Воздвижения Креста Господня — 14 (27) сентября.
В каждом хуторе и станице в свадебных обрядах существовали особенности. В некоторых местах дружку выбирали после рукобития и сводов. Существовал обряд угадывания невесты, заключающийся в том, что жениха заводили в горницу за невестой, и он должен был узнать её среди сидящих девушек в одинаковых платьях с одинаковыми платками. Свадьба сопровождалась обрядовыми песнями и причитаниями.

## Этапы обряда
Обычно молодой казак первым заводил разговор со своими родителями о том, что хочет жениться, просил их согласия. Родители спрашивали, кто его невеста, и если она им нравилась, то начиналась подготовка к сватовству. Собирались все члены семьи и обсуждали все подробности. Наводился порядок в хозяйстве, доме, дворе, чтобы не было стыдно перед сватами.

### Сватовство

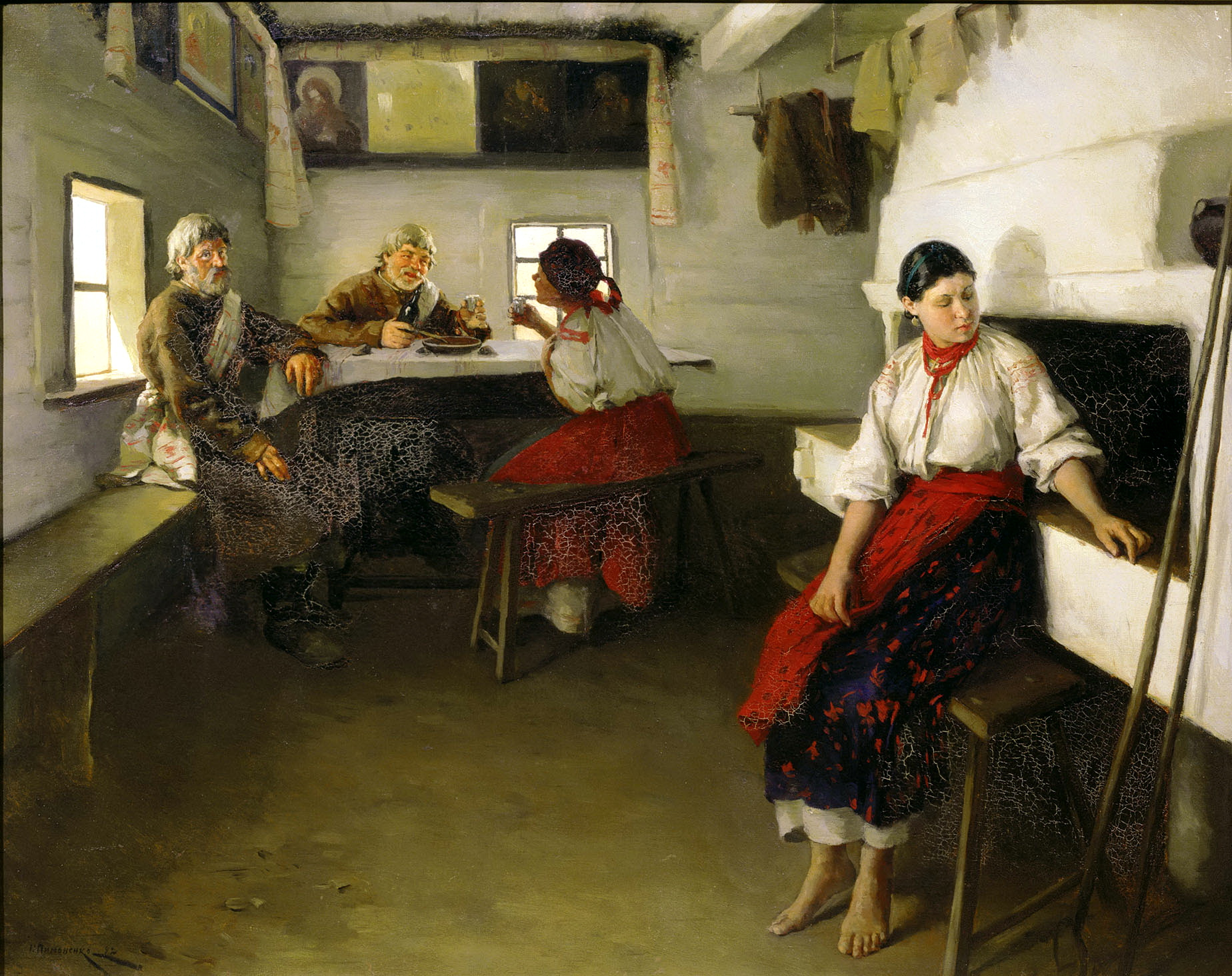
Н. К. Пимоненко. Сваты. 1882

После того, как родители узнавали, к кому надо идти свататься, они одевались в праздничную одежду, наряжали сына, приглашали с собой общительного знакомого казака или родственника, который смог бы расположить к себе будущих сватов, и шли в дом невесты.
При входе на смотрины сваты говорили: «Мы долго охотились за красивой куницей, и она забежала к вам во двор. Вот мы и хотели бы посмотреть, не забежала ли она в ваш дом!» Или так: «У вас мы слышали — есть товар, а у нас купец; у вас невеста, а у нас жених: вот мы и пришли посвататься». На эти слова следовал ответ: «Милости просим». Если отцу невесты жених понравился, то он говорит: «Проходите гости, милости просим». Если жених отцу не нравился, то сразу был отказ.
Гости раздевались, им подавалась закуска, спиртное. За столом происходила беседа с договорами о смотринах, но уже в курене жениха. Через неделю невестины мать и отец шли к родителям жениха, где осматривали дом, хозяйство, знакомились с семьёй жениха. Если гостям всё нравилось, им предлагается называться сватами, на что те отвечают, что пока ещё рановато. Свёкор приглашает их словами: «Ну что ж, сваты не сваты, добрые люди, пожалуйте за стол». Гости садились за стол, выпивали и говорили: «Ну а теперь можно и сваточками зваться». После этого договаривались, когда быть сводам.

### Своды
...Соловушка прилетал, прилетал

Ой-лели, прилетал;

Чечеточку выкликал, вывкликал

Ой-лели выкликал;

Чечеточка, вылетай, вылетай,

Ой-лели, вылетай.

Чисто ряба, выпорхни.

Иванушка, приезжал, приезжал,

Семенович на коне,

Семенович на вороном, на вороном;

Федосьюшка, выступай, выступай,

Иванушке подари, подари....
К сводному обряду невеста сама готовила угощения для гостей — жениха с друзьями, будущих деверя и золовки (брата и сестры жениха), и для подруг. Во время сводов подруги невесты шли в отдельную комнату, в горнице рассаживались на стульях её дед, бабка, дяди, тётки, братья, сёстры и званные близкие. На почётном месте под святыми образами садились крёстные отец и мать невесты. На стол ставили два калача, солонку с солью.
Приехавшего с сопровождением жениха приглашали в дом, а невесту прятали в другой комнате среди подруг. В ту комнату приглашали жениха: «А что, угадаешь, кого и где искать?». Жених шёл в комнату, где находил невесту, брал её за руку и вместе с нею вставали в горнице. Входили друзья, друг жениха, им подносили рюмку водки или вина и говорили: «Кому подносишь?». Жених называл имя отчество невесты. Подавая рюмку невесте, дружка опять спрашивали: «От кого принимаешь?». Невеста называла имя-отчество своего жениха. Затем девушки пели обрядовые песни.
По окончании песен родители спрашивали молодых согласия на брак. Те отвечали: «Из воли родительской не выходим. Согласны». Теперь, сваточки родимые — предлагает женихов отец, — «давайте ударим по рукам, — детки наши согласны, брак принять». А чтобы сомнений никаких не оставалось, предлагали свату руку. Отцы били друг друга по рукам.
По окончании обеда гости, поблагодарив сватов за хлеб-соль, договаривались о дне свадьбы. Молодёжь выбегала на улицу и веселилась. С этого времени девушка считалась «пропитой невестою».

### Посиделки и вечеринки
После сводов до венчания в доме невесты проводились «Вечеринки». На них собирались друзья жениха, он сам и подруги невесты. На вечеринках в течение ночи проходили игры.
Игры сопровождались пением песен, которые прославляют пары девушек и парней. Члены пары, в честь которой поётся песня, обязаны были в конце песни целоваться. Поцеловавшись, они передавали поцелуй невесте. Та, в свою очередь, целовала жениха. В разных станицах игры также проходили по-разному.
На «ночевках» парни и девушки следили, чтобы никто не мог заснуть. Уснувших наказывали различными способами. Нередко, спящим, на спину верхней одежды пришивали тряпку, а утром их одевали так, чтобы провинившийся не заметил подвоха. Проходя по станице с пришитой тряпкой, молодой казак не представлял, что в станице все знают о том, где он был и за что наказан.

### Свадьба и венчание
Вечером перед свадьбой в дом жениха приносили приданное невесты.
В день бракосочетания невеста вставала рано, обходила свой двор, прощаясь со всем, что ей было дорого. Затем шла в сад и причитала:
...Вставайте мои любимые подруженьки!

Что не свет белая зорюшка занимается.

Из под гор крутых

Красное солнышко выкатывается

Все пташки, соловушки слетаются.

Все мои советнички советуются,

Все мои разлучники съезжаются.

Я думала мои разлучники

Среди дороженьки.

А они среди батюшкина двора

хотят меня с батюшкой, с матушкой разлучить

Со своей любимой семьею

И с ближними соседушками...

Если невеста сирота, то плачет по матери:

Выйду на свое широкое подворьице,

Покличу родимую мамушку,

расступись, мать-сыра земля,

расколись, гробовая доска

Обратись ты моя мамушка

Белою голубошкою:

Прилети на свое

Широко подворьице...
Позже появлялись подруги, и невеста вместе с ними шла на кладбище «испросить» благословение от близких умерших. После этого невеста возвращалась домой и готовилась к встрече жениха. Вошедшего жениха сажали за стол рядом с невестою. Начинались угощения. Все ели, кроме молодых. Им разрешалось есть после венчания.
Родители жениха благословляли молодых. Раздавались ружейные выстрелы и все отправлялись в церковь. После венчания жених и невеста шли в дом родителей невесты, где их поздравляли её отец и мать, потом крёстные, затем по степени родства остальные.
Затем сваха приступала к повиванию — «обрезанию косы», она расплетала одну косу и заплетала её уже в косы. Когда сваха расплетала косу, невестин брат брал нож и тупым краем резал косу. Дружка говорил «Постой, постой не режь, мы ту косу выкупим». Давал несколько монет. «Нет этого мало» — говорил брат. Торг шёл до тех пор, пока брат не был удовлетворён.
После за плетения кос гости опять поздравляли молодых. Поздравляющим давали спиртное и «шишки» или «тарарушки».
По окончании дарений молодых выводили из комнаты во двор. Мать невесты передавала икону (обычно ту, с которой сама выходила замуж) и своё родительское благословение. На пороге дома жениха новобрачных встречали его отец и мать, а сзади дед и бабушка, крёстные. Отец обычно держал икону, а мать хлеб-соль. Молодые трижды крестились иконе, целовали её, а затем хлеб. Мать осыпала молодых хмелем, серебряными монетами, конфетами, орехами. Желая молодым изобилия и счастья.
Молодые входили в дом так, чтобы не наступить на порог, чтобы не потерять суженого и становились на овчинную шубу, которую предварительно расстилали шерстью вверх. Овчинная шуба символизировала о том, чтобы в хозяйстве у молодых всего было густо, как шерсти в овчине.
После этого молодые и гости садились по местам. Начинались поздравления новобрачных, одаривания их подарками. Во время даров каждый из поздравляющих просил подсладить спиртное поцелуем или, бросив крошку хлеба в рюмку, заявлял, что там плавает паук и его надо вытащить". Это было намёком на продолжительный поцелуй. Получив от тестя плётку, зять, шутя бил трижды молодую жену, приговаривая при этом: «Покидай батькин и материн воров и бери мой». Молодая жена трижды кланялась мужу в ноги, выражая свою покорность.
Главным условием казачьей свадьбы считалось веселье, что обещало молодым счастливую семейную жизнь.
Гости веселились до утра, а молодых поздним вечером отправляли в их комнату на брачное ложе. Туда их сопровождали дружка и свашка, которые шутливо давали им наставления.

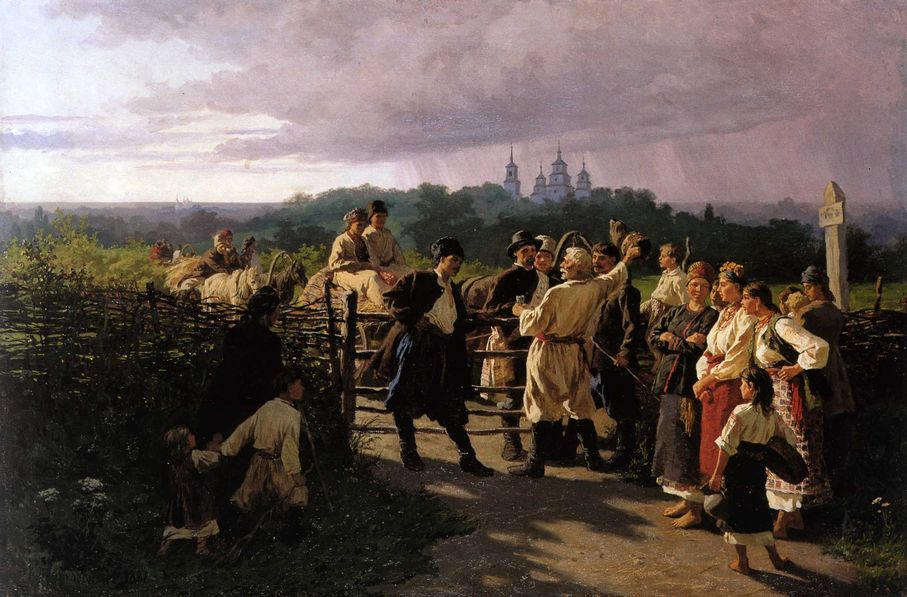
К. Трутовский. Свадебный выкуп. 1881

Второй день свадьбы начинался с умывания молодой жены. Умывали её свашки. Затем жена шла к колодцу, бросала в него монетку. Набрав из колодца воды, она шла к дому, где её ожидали свёкор и свекровь. Им она поочерёдно сливала воду для умывания, после чего они вытирались полотенцем невестки. Пока невестка занималась умыванием родственников, со стороны молодых проверяли её «честность» по каплям крови на простыни, где они спали. С середины XX века честность молодой жены узнавали со слов молодого мужа. Если молодая жена оказывалась честной, то свашки привязывали к длинному шесту красный платок или кусок красной материи, а гостям в петлицы привязывали красные ленточки. Красный цвет был символом целомудрия невесты. У донских казаков вместо красного материала раздавали ягоды калины.
Если до свадьбы молодая жена утрачивала целомудрие, тогда над домом вывешивали белый флаг.
У донских казаков долгое время бытовал обычай; потерявшей целомудрие невесте одевали чепец и ставили её у печки на второй день свадьбы, а родителям, тестю и тёще, надевали соломенные хомуты. Такое показательное посрамление удерживало молодёжь от неблаговидных поступков.
После умывания молодая жена приглашала всех родных гостей за стол. Внимание здесь привлекал молодой муж, который обязан был разломить сваренную курицу. По обычаю он должен вначале отломить (руками) ножку, затем крылышко, далее произвольно все остальное. По тому, как он расправляется с курицей, судили о его способностях «расправиться» и с женой.
Тех гостей, которые опаздывали к завтраку, разували, обливали водой, катали на тачке. Чтобы избежать этого, опоздавшие откупались деньгами, спиртным, конфетами и т. д.
После завтрака родителей молодого мужа наряжали женихом и невестой сажали на тачку и возили. Затем все гости шли к родителям жены. Участники свадебного шествия частенько переодевались для смеха: женщины в мужскую, а мужчины в женскую одежду.
Иногда свадьбы длились более недели, на их проведение затрачивалось 250—З00 рублей (конец XIX века), что для казачьих семей было довольно обременительно. Однако к свадьбам готовились много лет, почти с рождения детей.
В настоящее время при регистрации браков обмениваются кольцами. Раньше в казачьих семьях кольца носили только казачки. Кольца обычно были серебряные. Позднее казачки стали носить и золотые кольца.
По кольцам можно было кое-что узнать о казачке. Если молодая казачка носила кольцо на левой руке, то это была девушка на выданье, а если на правой — то просватана. Если кольцо с бирюзой было на левой руке, то её жених или муж находятся на службе. Камень бирюзы является символом грусти и тоски. Если у казачки золотое кольцо было на правой руке, то она замужем, на левой — разведена. Если на левой руке имелось два кольца, значит, она вдова — второе кольцо было от умершего мужа.

## Праздник подушки
У казаков среди свадебных ритуалов существует праздник «подушки», празднующийся за несколько дней до свадьбы. Этот праздник связан с переносом приданого в дом жениха. Приданое невесты «подушечники» несут к дому жениха, следом на телеге везут сундук. Родня жениха с его матерью принимают приданое и угощают участников «подушечного» поезда.
Этот праздник сохраняется в станице Раздорская, хуторе Пухляковский и др. местах. Донская казачья подушка отличается от подушек других народов по многим параметрам: размером, формой, украшением, символическим назначением и местом в доме и самой семье. Кроме того, у Донских казаков в каждом доме есть ещё один вид подушек, имеющих особую свадебно-магическую символику. Такой подушкой в казачьем курене была подушка с названием «Надька».
В хуторах и станицах на Дону в свадебных ритуалах были и есть свои особенности. В некоторых хуторах и станицах играют свадьбы с элементами старинного обряда — с дружкой и свахой, выкупом и караваем, с танцами и исполнением свадебных песен.

## Свадебные наряды
К свадьбе на Верхнем Дону казаки тщательно готовились. В хуторах и станицах Вёшенского и Еланского юртов женские свадебные наряды шились соответственно достатку семьи и вкусу брачующихся. Свадебным нарядом казачки был костюм-парочка, сшитый из светлой однотонной ткани. Волосы покрывались головными накидками.
В станицах с нестароверческим населением в наряд невесты часто входило длинное белое платье разных фасонов. Платье украшалось приколотым с левой стороны красным восковым цветком. Поверх платья одевалась длинная фата, прикреплённая к венку из белых восковых цветов. Свадебные туфли должны были быть с каблуками. В 80 — 90-е годы XIX века стали модными высокие ботинки со шнурками.
Венок и белая фата были обязательным украшением невест. Бумажные цветы для изготовления венка опускали в парафин, отчего они становились белые и твёрдые. Такие головные венки называли восковыми.
На Дону на казачьей свадьбе был такой обычай: после свадебных гуляний сваха или подруги уводили невесту в другую комнату. Там они снимали с головы девушки свадебный венок и фату, расплетали косы. Волосы скручивались в узел, надевался бабий колпак и её выводили на показ всем гостям. Это значило, что девушка стала замужней женщиной. Теперь она должна будет всегда будет прятать волосы под колпаком.
Жених наряжался в военный казачий костюм с кинжалом и кожаными сапогами со скрипом.